# Strilețka Pușkarka, Velîka Pîsarivka
Strilețka Pușkarka (în ucraineană Стрілецька Пушкарка) este un sat în comuna Popivka din raionul Velîka Pîsarivka, regiunea Sumî, Ucraina.

## Demografie
Componența lingvistică a localității Strilețka Pușkarka
     Rusă (87,17%)
     Ucraineană (12,3%)
Conform recensământului din 2001, majoritatea populației localității Strilețka Pușkarka era vorbitoare de rusă (87,17%), existând în minoritate și vorbitori de ucraineană (12,3%).